# Morti nel 1029
| Questa pagina contiene informazioni ricavate automaticamente dalle voci biografiche con l'ausilio del template Bio e di un bot. L'aggiornamento è periodico e automatico e ricostruisce completamente la pagina. Se manca una persona in questa lista, sei pregato di non aggiungerla, ma accertati piuttosto che la sua voce biografica contenga il template Bio e che i dati anagrafici siano correttamente compilati. Se il template Bio manca, inseriscilo tu stesso o, in alternativa, metti l'avviso {{tmp\|Bio}} che ne segnala la mancanza. Se i dati riportati sono sbagliati, correggi direttamente la voce biografica; le modifiche saranno visibili in questa lista entro pochi giorni. Per chiarimenti vedi il progetto biografie. La lista contiene solo le 12 persone che sono citate nell'enciclopedia e per le quali è stato implementato correttamente il template Bio. Pagina aggiornata al 13 gen 2025. |

- 20 gennaio - Heonae di Goryeo, regina coreana (n. 964)
- 27 gennaio - Unwan di Brema, arcivescovo cattolico tedesco
- 10 aprile - Fulberto di Chartres, vescovo cattolico e filosofo franco
- 23 aprile - Bruno di Augusta, vescovo cattolico tedesco
- 13 maggio - García Sánchez, conte (n. 1009)
- 28 maggio - Ermanno di Eename, conte
- Alberto Azzo I, nobile italiano
- Kushyar ibn Labban, astronomo, matematico e geografo persiano (n. 971)
- Ulrico di Ebersberg, nobile tedesco
- Al-Karaji, matematico persiano (n. 953)
- Ibn Hasan al-Kattani, medico, letterato e musicista arabo
- Frogerio da Correggio, politico italiano